# Skládka Pozďátky

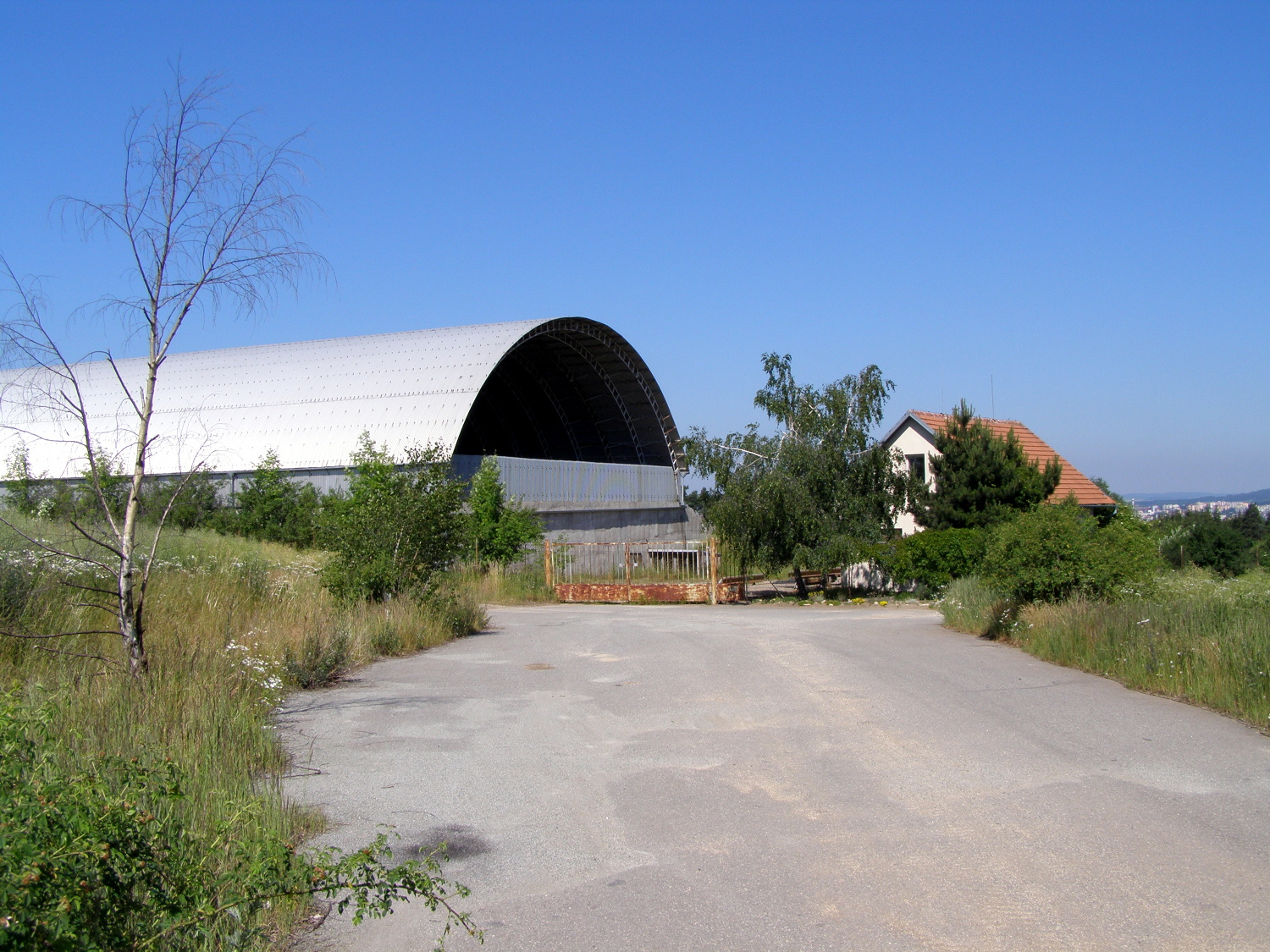
Vjezd na skládku Pozďátky

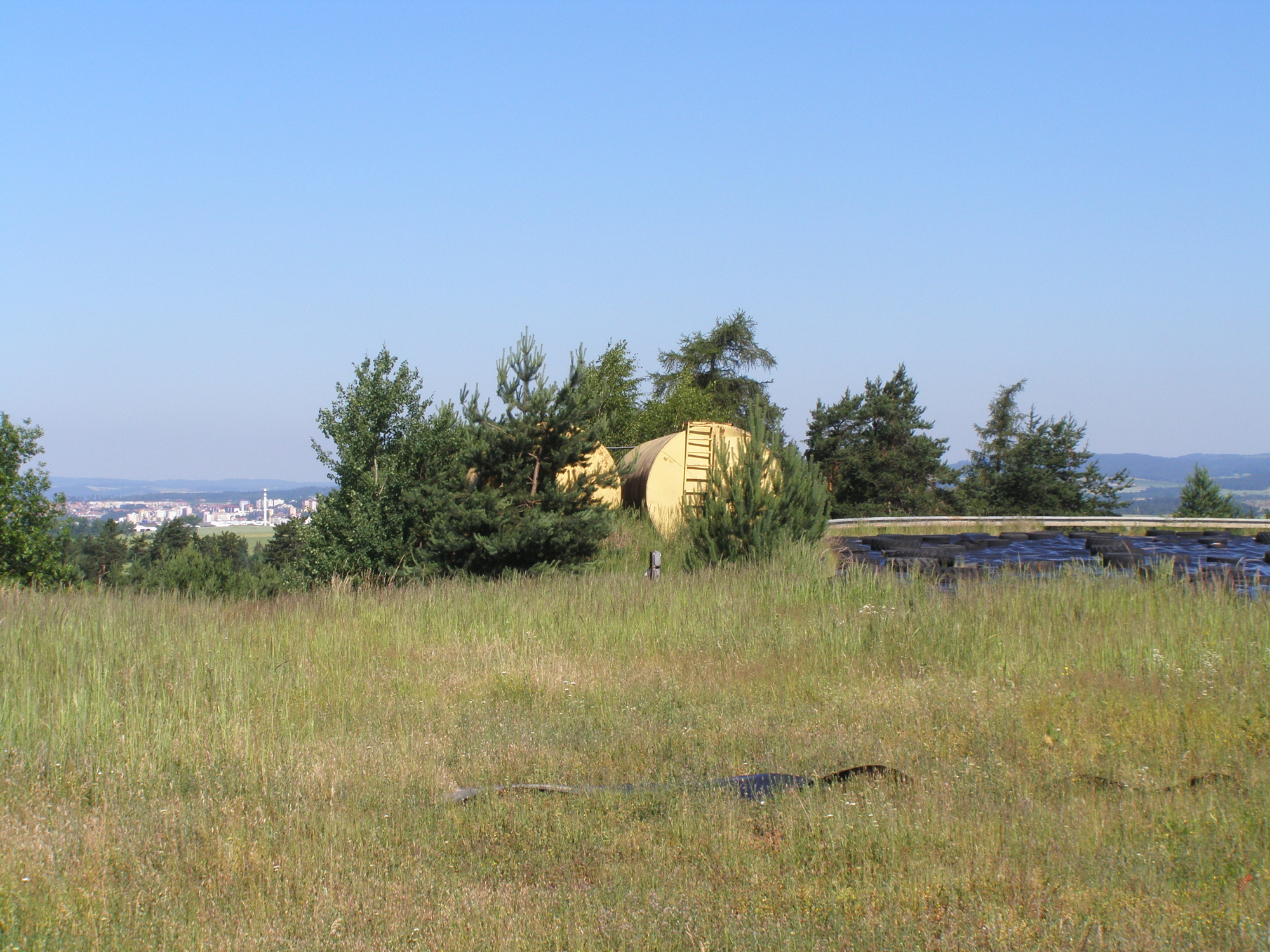
Část nekrytého prostoru skládky. Na pozadí Třebíč

Skládka Pozďátky je skládka odpadu v katastrálním území Pozďátky obce Slaviček. Vzdálena je 3,8 km na jihovýchod vzdušnou čarou od Třebíče. Spočívá zde jedna z nejzávažnějších ekologických zátěží v kraji Vysočina.
Na silniční síť je skládka napojena prostřednictvím silnice č. III/35118, asi 500 m jižně od Pozďátek. Leží v nadmořské výšce 490 m n. m. nad strmým údolím potoka Prašince, prostřednictvím Markovky přítoku řeky Jihlavy.

## Historie
Se záměrem zbudovat u Pozďátek skládku přišla společnost BOPO a. s. začátkem 90. let 20. století. Dne 26. srpna 1993 její stavbu povolil třebíčský stavební úřad. Realizována však byla jen část projektované skládky:
- nekrytý sektor o ploše cca 5800 m² a plánované kapacitě 26 500 m³ odpadu
- krytý sektor o ploše 1700 m² a plánované kapacitě 9800 m³ odpadu.[2]

Do zkušebního provozu byla skládka uvedena v polovině roku 1994. Kolaudační rozhodnutí následovalo v lednu příštího roku. Roku 1996 byly zjištěny silně kyselé průsaky z tělesa skládky. Zdrojem těchto průsakových vod byly tzv. „kyselé systémy“ deklarované jako odpadní síran železnatý, navezené sem v množství asi 10 000 tun z Prechezy Přerov. Kvůli nesplnění opatření k nápravě byl provoz skládky dnem 1. února 1997 zastaven.
V dalších letech se správce skládky pokoušel únik průsakových vod obsahujících kyselinu sírovou a těžké kovy mimo těleso skládky zadržovat. Skládka měnila správce i majitele. Ti jen zmírňovali negativní dopady skládky na životní prostředí, navíc neupouštěli od záměru skládku dobudovat a provozovat. Takový záměr však již není v souladu s plánem odpadového hospodářství kraje Vysočina. Jedním z řešení je, že skládku odkoupí stát a na své náklady ji sanuje.
Česká vláda 2. února 2009 schválila odkup skládky nebezpečných odpadů za 23 milionů korun od italsko-lucemburské firmy Logika.
Stát má skládku odkoupit prostřednictvím podniku Diamo. Podle ministerstva průmyslu a obchodu mají jen okamžitá havarijní opatření na skládce stát dalších 17 milionů. Náklady sanace mají být stanoveny po zpracování analýzy rizik, studie proveditelnosti a sanačního projektu. Podle Martina Bursíka má Diamo studie předložit do konce července 2009 a do září by podat žádost o subvenci z operačního programu Životní prostředí.
V březnu 2010 bylo zveřejněno, že celkové náklady na sanaci skládky mohou činit na 600 milionů korun, z nichž zhruba 450 milionů přislíbila Evropská komise. V říjnu 2010, kdy byla sanace dokončena náklady dosahovaly výše 529 milionů korun, celkem bylo z prostorů skládky odvezeno 24500 tun odpadů. Později tohoto roku se začne s odstraňování konstrukcí skládky.